# Peter Anton
Peter Anton (* 1902 in Varjas, Königreich Ungarn, Österreich-Ungarn; † 1946) war rumänischer Genossenschaftsfunktionär, stellvertretender Landesbauernführer und Gauleiter des Banats.

## Leben
Peter Anton war Bauer im ab 1920 rumänischen Teil des Banats. 1932 trat er von der Organisation der konservativen Jungschwaben in die der nationalsozialistischen Erneuerer über. Nach dem Rücktritt des konservativ-katholischen Franz Blaskovics übernahm Anton die Leitung des Schwäbischen Landwirtschaftsvereins. Er gründete 1937 Banater Agraria Genossenschaft und wurde später stellvertretender Landesbauernführer. Peter Anton und Hans Otto Roth waren als deutsche Funktionäre aus Rumänien neben deutschen Vertretern aus Estland und Lettland Mitglieder eines Schiedsgerichts, das am 1. Mai 1939 in Wien im Fall der angeblichen Veruntreuung von Genossenschaftsguthaben durch den jugoslawiendeutschen Politiker Stefan Kraft tagte.
1940 wechselte Anton in das Amt des Gauleiters, nachdem sein Vorgänger Josef Rieß im Oktober des Jahres abgesetzt worden war; sein Stellvertreter wurde Hans Ewald Frauenhoffer. In dieser Eigenschaft sprach Anton am 5. April 1941 auf einer Großkundgebung in Timișoara. Zusammen mit „Volksgruppenführer“ Andreas Schmidt besuchte er am 8. April 1941 die Kreisleitungen und Ortsgruppenleitungen von Arad und Aradul Nou sowie die Ortsgruppenleitung von Orțișoara.
Im Licht der jugoslawiendeutschen Ambitionen für ein Unabhängiges Banat nach dem Krieg gegen Jugoslawien wurde Anton zusammen mit Nikolaus Hans Hockl (Leiter des Amtes für Kunst und Wissenschaft im Banat) und Hans Wendel (Leiter des Amtes Propaganda im Banat) als vermeintliche Unterstützer der Einrichtung eines solchen Territoriums angezeigt, wobei sie angeblich Gerüchte in die banatdeutsche Bevölkerung lanciert hatten. Andreas Schmidt bezeichnete sie als „Rebellen“ und „Putschisten“ und ließ sie am 9. Juli 1941 „wegen schwerster Disziplinlosigkeit“ ihrer „sämtlichen politischen und wirtschaftlichen Ämter“ entheben. Sie wurden festgesetzt und später freigelassen, aber nicht rehabilitiert. Antons Nachfolger als Gauleiter wurde Hans Jung.
Nach dem Königlichen Staatsstreich in Rumänien internierten rumänische Behörden am 13./14. September 1944 einige nicht geflohene Rumäniendeutsche, die führende Positionen in der Deutschen Volksgruppe gehabt hatten, darunter auch Peter Anton. Danach gilt er als in sowjetischer Kriegsgefangenschaft verschollen.